# Alfred Peney
Pour les articles homonymes, voir Peney (homonymie).
Alfred Peney (Saint-Genix, 3 août 1817 - Gondokoro, 26 juillet 1861) était un explorateur et médecin français.

## Biographie
Il fait des études de médecine à Lyon et Montpellier et devient chirurgien-auxiliaire de la Marine en 1839.
Secrétaire d'Antonin Clot-Bey, il est nommé médecin-major dans l'armée égyptienne en 1840.
Également membre de la Société de géographie de Paris, il participe à plusieurs expéditions pour découvrir les sources du Nil dans les années 1860 et revendiquera le fait d'avoir été parmi les premiers européens à franchir les rapides de Garbo (Makedo). Il se joindra notamment à plusieurs expéditions d'Andrea Debono.
Il meurt du paludisme à Gondokoro en 1861.

## Travaux et correspondance
- Études sur l'ethnographie, la physiologie, l'anatomie et les maladies des races du Soudan, 1859
- « Lettres du Nil Blanc : correspondance inédite du Dr Alfred Peney » (publiée par Claude Perroud), Annales de la Société d'émulation, agriculture, lettres et arts de l'Ain, Bourg-en-Bresse, vol. 4,‎ 1871, p. 97-176 (lire en ligne). — Titre abrégé : Alfred Peney ; le titre complet figure dans la table des matières des Annales... de l'Ain, volume 4, sous la rubrique C. Perroud.